# Стилиан Пафлагонский
Стилиан (лат. Stylianus, греч. Στυλιανός; ок. 550 — ?) — отшельник Пафлагонский. Почитается как святой в лике преподобных, память совершается в Православной церкви 9 декабря (по юлианскому календарю), в Католической церкви 26 ноября.

## Жизнеописание
Святой Стилиан родился в бедной семье в Андрианополе (др.-греч. Ἁδριανούπολις ἑν Παφλαγονίᾳ), городке на юго-западе Пафлагонии. В раннем возрасте присоединился к пустынникам-отшельникам, дабы очистить свою душу бдением и молитвой. В отличие от большинства других отшельников, он, однако, не ушёл от общества в целом, предпочитая ходить в народ, чтобы делать добро, а затем возвращался в свою маленькую пещерку для отдыха и молитвенного бдения.
Согласно преданию, однажды ночью, будучи на молитве, святой сподобился Божественного присутствия, он стяжал благодать Духа Святаго и вышел наутро из своей пещеры с ликованием духа и спокойствием, каких не знал раньше. Принимая людей, нуждавшихся в совете и утешении, он возложил руку на страдающего ребёнка, сделав то, чего не решался делать прежде. Он почувствовал силу Господню, которая изошла из него через эту руку на дитя, которое исцелилось. С тех пор к святому Стилиану пошли страждующие, молодые и старые, со всей округи. Его пещера притягивала больных и страждущих, и многие из них тотчас получали исцеление не через силу человеческую, но через святую Веру, даже в случаях, когда не было никаких надежд.
В то время святой Стилиан посвятил себя прежде всего детям, не только страдавшим физически, но и нуждавшимся в духовном окормлении. Семьи из всех слоёв общества доверяли святому Стилиану воспитание своих детей. Нуждающихся было так много, что ему пришлось искать большее помещение и звать на помощь своих друзей-отшельников. Быть может, это был первый в мире детский сад, куда матери без страха могли поместить своих детей, дабы спокойно заняться иными домашними делами.
Святой Стилиан стал покровителем детей, которым только предстояло родиться. По преданию, одна молодая женщина весьма помогала ему с детьми, но не могла родить своего ребёнка. Когда эта женщина понесла, муж на радостях рассказал об этом всей округе, так что к великому отшельнику, чья вера воистину стала плодородной, стало стекаться множество неплодных женщин.
Весёлый облик святого Стилиана был его отличительным качеством, по преданию, его помнят всегда улыбающимся. По преданию, к нему подступали многие с предложением извлечь выгоду из его талантов, но всем этим людям он давал один ответ о том, что за все его дары ему было уплачено авансом, когда благодать Духа Святаго сошла на него. Он улыбался, когда они отходили от него. Он дожил до глубокой старости, и по преданию, когда он был похоронен, его лицо сияло светом Господним и было озарено лëгкой улыбкой.

## Гимнография
Тропарь
Столп воодушевленный воздержания, столп неколебимый Церкве, Стилиане, соделался еси, блаженне. Господу от юности вверился еси, обиталище Духа явился еси, отче преподобне, Христа Бога моли даровати нам велию милость.
Кондак
От утробы матерния освятивыйся, яко Божественный Самуил, богоносне, подвижнически Христа Бога прославил еси. Темже исцелений показался еси кладязь и предстатель божественный отроков и младенцев, Христос бо тя светло славит, Егоже измлада, Стилиане, прославил еси.